# متين أوكتاي
متين اوكتاي metin oktay
(ولد في 2 فبراير سنة 1936 في ازمير - وتوفي في إسطنبول 13 سبتمبر 1991 م) . لاعب كرة قدم تركي بدأ مسيرته الرياضية في نادي داملجا سبور سنة 1952. بدأ احترافه في موسم 1954/1955 بالانتقال إلى نادي ازمير سبور الرياضي. لعب وقتها بما كان يسمى بدوري ازمير للمحترفين وحقق اللقب والهداف. وفي نهاية الموسم اتفق مع نادي غلطة سراي أي في عام 1955. ولعب مع الفريق بما كان يسمى دوري إسطنبول للمحترفين واصبح الهداف لثلاث مواسم متتالية. أول اهداف اللاعب مع الغالاتا كانت في تاريخ 28 أغسطس من العام 1955 ضد فريق باي اوغلو سبور في مباراة ودية. وفي تاريخ 9 تشرين أول من نفس العام ظهر اللاعب بفانيلة الفريق للمرة الأولى بشكل رسمي في دوري إسطنبول للمحترفين. وفي عام 1956 الموافق 26 أغسطس شارك غلطة سراي في التصفيات الاولية لبطولة أوروبا للاندية البطلة كأول فريق تركي يشارك في بطولة أوروبية وكانت ضد فريق دينامو بوكريش وسجل متين اوكتاي هدف الغالاتا الوحيد ليصبح أول لاعب تركي يسجل في البطولات الأوروبية. عام 1957 وفي المباراة التي فاز فيها غلطة سراي على فريق قاسم باشا بنتيجة 6-1 سجل اللاعب اربع اهداف ليسجل الهاترك الأول له مع الـ غلطة . في عام 1959 تم تأسيس الدوري القومي ( الدوري التركي ) حيث واصل اللاعب هوايتة المفضلة واصبح الهداف لثلاث مواسم. في نفس العام أي 1959 دخل اللاعب القفص الذهبي وتلقى عرض من ناديه القديم ازمير سبور. لكن اللاعب رفض ودخل في دوامة من المشاكل مع عائلتة لدرجة ان زوجته خيرته بينها هي أو نادي الغالاتا. فكان جواب اللاعب غلطة لأنه اوفى منك وانفصلا في نفس العام. عام 1961 انضم لنادي باليرمو ليلعب بالدوري الإيطالي. لعب اللاعب في إيطاليا 12 مباراة وسجل 3 أهداف. لكنه لم يمكث طويلا وبعدها بعام عاد إلى نادي غلطة سراي . في فترته الثانية مع ال غلطة حقق اللاعب 3 بطولات دوري و 4 مرات كأس تركيا ومرتين كأس رئيس الجمهورية. وحقق لقب الهداف في مواسم 1962-1963 ، 1964-1965 ، 1968-1969 . في موسم 1963-1964 احرز اللاعب 38 هدفاً أي بمعدل 1,46 لكل مباراة واصبح أكثر لاعب يسجل اهدافاً في موسم واحد، واستمر رقمة صامدا حتى استطاع اللاعب تانجو شولاك من تحطيمه سنة 1987-1988 بتسجيله 39 هدفاً. لعب اللاعب لـ غلطة سراي 324 مباراة وسجل 294 هدفاً. ليصبح من ابرز الهدافين على مستوى نادي غلطة سراي وعلى مستوى الدوري التركي. عام 1962 وفي المباراة التي فاز بها نادي غلطة سراي على نادي بيتوم البولندي سجل اللاعب 3 اهداف ليصبح أول لاعب تركي يسجل هاترك في البطولات الأوروبية. في العاشر من حزيران عام 1959 وفي ملعب الاينونو ضد الغريم التقليدي الفنار في الدقيقة 13 يطرد الحكم اليوغسلافي اللاعب الهداف متين لتتحول الساحة لثورة غضب جماهيري فيعود الحكم عن قراره ويبقي اللاعب ويستكمل اللعب، في الدقيقة 37 من عمر المباراة يسدد اللاعب كرة اخترقت الشبكة لتحتسب خارج الملعب قبل ان يعود الحكم ويحتسب الكرة هدفاً ويكون هدف الفوز بالمباراة. في نفس العام 1969 وهو عام الاعتزال بتاريخ 23 من أغسطس وايضا على ملعب الاينونو يتواجه الغالا مع الفانار في المباراة التي انتهت بالتعادل لتكون المباراة الخاتمة لمسيرة أهم هدافي الغالاتا، ومما زاد من روعة المباراة ان متين ولاعب الفنار جان بارتو قاما بتبادل الفانيلا قبل نهاية المبارة وكل منهم لعب للفريق الخصم قبل ان يعلن الحكم عن نهاية المباراة ونهاية مشوار لاعب كتب اسمة باحرف من ذهب في تاريخ الغالاتا. على مستوى المنتخب التركي كانت له أول مباراة عام 1955. لعب للمنتخب 36 مباراة وسجل 19 هدفاً وكان لفترة هو كابتن المنتخب الحادي عشر من شهر تشرين ثاني عام 1968 لعب المنتخب التركي مع منتخب ايرلندا الشمالية وكان هو كابتن الفريق وكانت اخر مباراة دولية للاعب. لعب للمنتخب التركي تحت سن 18 فقط اربع مبارايات وسجل 3 اهداف. حياته في التدريب لم تشهد الكثير عمل كمساعد مدرب لمدرب الغالاتا توميسلاف كلاوبيروفيتش بعدها انتقل لتدريب بورسا سبور وعاد كأداري لنادي الغالاتا. في الثالث عشر من ايلول عام 1991 وفي حادث سير على جسر البوازيشيالبوغازتشي فارق اللاعب الحياة.

## وصلات خارجية
- متين أوكتاي على موقع اتحاد تركيا (لاعب) (الإنجليزية)
- متين أوكتاي على موقع قاعدة بيانات كرة القدم.إي يو (الإنجليزية)
- متين أوكتاي على موقع ناشيونال فوتبول تيمز (الإنجليزية)
- متين أوكتاي على موقع عالم كرة القدم.نت (الإنجليزية)